# Achyrolimonia corinna
Achyrolimonia corinna là một loài ruồi trong họ Limoniidae. Chúng phân bố ở miền Australasia.